# Don't Go Near the Water
Don't Go Near the Water is een Amerikaanse filmkomedie uit 1957 onder regie van Charles Walters. Het scenario is gebaseerd op de gelijknamige roman uit 1956 van de Amerikaanse auteur William Brinkley. Destijds werd de film in Nederland uitgebracht onder de titel Prijs de zee, maar blijf aan wal.

## Verhaal
Luitenant Max Siegel van de Amerikaanse marinevoorlichtingsdienst is tijdens de oorlog gestationeerd op een tropisch eiland in de Stille Zuidzee. Hij moet journalisten en politici te woord staan en ervoor zorgen dat zijn commandant uit de problemen blijft. Tegelijk wil hij de plaatselijke lerares Melora Alba ervan overtuigen dat hij de ware jakob is voor haar. 

## Rolverdeling
| Acteur             | Personage           |
| ------------------ | ------------------- |
| Glenn Ford         | Max Siegel          |
| Gia Scala          | Melora Alba         |
| Earl Holliman      | Adam Garrett        |
| Anne Francis       | Alice Tomlen        |
| Keenan Wynn        | Gordon Ripwell      |
| Fred Clark         | Clinton T. Nash     |
| Eva Gabor          | Deborah Aldrich     |
| Russ Tamblyn       | Vaandrig Tyson      |
| Jeff Richards      | Ross Pendleton      |
| Mickey Shaughnessy | Farragut Jones      |
| Howard Smith       | Junius Boatwright   |
| Romney Brent       | Moeder van Melora   |
| Mary Wickes        | Janie               |
| Jack Straw         | Luitenant Gladstone |
| Robert Nichols     | Luitenant Hereford  |
| John Alderson      | Luitenant Diplock   |
| Jack Albertson     | George Jansen       |
| Charles Watts      | Arthur Smithfield   |